# Guillaume Borne
Guillaume Borne (Castres, 12 febbraio 1988) è un ex calciatore francese, di ruolo difensore.

## Carriera

### Club
In carriera ha giocato complessivamente 24 partite nella prima divisione francese e 16 partite nella seconda divisione francese.

### Nazionale
Tra il 2007 ed il 2008 ha giocato 2 partite con la nazionale francese Under-19.